# Compuesta y sin novio
Compuesta y sin novio va ser una sèrie espanyola de televisió, emesa per Antena 3. Es tracta de la primera producció de ficció protagonitzada per la cèlebre actriu Lina Morgan per a la pantalla petita.

## Argument
Valentina (Lina Morgan) és una infermera de mitjana edat que veu passar els anys sense aconseguir contreure matrimoni i el seu afany per recuperar al seu estimat Avelino (José Coronado), que la va deixar plantada a l'altar.

## Repartiment
- Lina Morgan… Valentina Castillo Pérez
- José Coronado… Avelino Ventona
- Rafael Alonso… León Ventosa
- Pilar Bardem… Remedios
- Amparo Larrañaga… Cati
- José Manuel Cervino… Mariano Lobo
- Queta Claver… Prudencia
- Silvia Espigado… Amelia Ventosa
- Tote García Ortega… Herminia
- Juanjo Menéndez… Benavides
- Francisco Merino
- Encarna Paso… Felisa
- Alejandra Torray... Rosi
- Esther Del Prado... Manuela
- María Elena Flores… Esmeralda
- Luis Merlo… Juanjo
- Esperanza Campuzano... Lucy
- Luis Pérezagua… Martinéz
- Analía Gadé… Doña Julia Andrade
- Antonio Canal
- Francisco Casares
- Paloma Hurtado… Matilde
- Teresa Hurtado… Rebeca
- Joaquín Kremel… Batman
- Enrique San Francisco… Don Armando
- Coraima Torres… Ivonne
- Paca Gabaldón… Marisa
- Agustín González… Agustín
- Javier Escrivá… Anselmo
- Manuel Gallardo… Don Elías
- Manuel Tejada… Julio Alberto
- Luis Varela
- Raquel Revuelta
- Paloma Lago
- Fernando Valverde… Jordi

## Equip Tècnic
- Direcció: Pedro Masó
- Guions: Pedro Masó y Santiago Moncada
- Productor: Antonio Guillén
- Productor Executiu: Isidro F. Requena
- Ajudants de direcció: Arancha Solís, F. Javier Soto, Andrés Vich.
- Música original: Antón García Abril
- Fotografia: Fernando Arribas
- Muntatge: Alfonso Santacana
- Decorats: Agustín Alcázar, Emilio Ardura i Wolfgang Burmann.
- Disseny de vestuari: Sara Fernández
- Perruqueria: Alicia López Medina, Patricia Rodríguez
- Maquillatge: Cristóbal Torrado, Francisca Trenchis, Paquita Trench.

## Localitzacions
La sèrie es va gravar gairebé és la seva integritat en la localitat zamorana de Benavente. Tanmateix, també es van gravar escenes a Madrid, Benidorm, La Vila Joiosa, Voy, Alacant, Palma, A Toxa, Miami i San Juan de Puerto de Rico.

## Llista d'episodis
1. La boda (19 de setembre): 7.355.000 espectadors (44,5%)
2. Luna de miel (26 de setembre): 6.649.000 espectadors (38,6%)
3. Encuentro en Madrid (3 d'octubre): 6.432.000 espectadors (36,4%)
4. ¿... Y ahora qué? (10 d'octubre): 6.649.000 espectadors (37,9%)
5. Mañana será otro día (17 d'octubre): 6.035.000 espectadors (33,1%)
6. El crucero (24 d'octubre): 5.240.000 espectadors (29,1%)
7. Escala en Puerto Rico (31 d'octubre): 4.806.000 espectadors (31,0%)
8. El regreso (7 de novembre): 5.601.000 espectadors (31,4%)
9. La recomendada (14 de novembre): 5.372.000 espectadors
10. La inspección (21 de novembre): 4.698.000 espectadors
11. Rosas rojas (28 de novembre): 5.203.000 espectadors
12. El bautizo (5 de desembre): 5.203.000 espectadors
13. Piénsalo bien, Valentina (12 de desembre): 5.926.000 espectadores

## Premis i nominacions
TP d'Or
| Any  | Categoria            | Resultat |
| ---- | -------------------- | -------- |
| 1994 | Telecomèdia Nacional | Nominada |